# 張正平
張正平（1981年10月5日—），出生於臺灣南投縣，臺灣圍棋女子職業棋士，現為職業三段。曾在2011年、2013年兩度獲得鈺德盃女子名人賽冠軍，取得「女子名人」頭銜。

## 經歷
張正平於1981年10月5日出生於南投。張正平出身圍棋世家，舅舅是王立誠，弟弟張原榮亦為職業棋士。張正平10歲開始下圍棋，師承王立誠。13歲由家中送到日本棋院當院生，在日本待了四年，成績普通，在院生A、B組之間遊走，後轉至訓練較嚴格的韓國权甲龙围棋道场。1998年獲韓國全國女子職業圍棋選拔賽冠軍，取得韩国棋院職業初段，為第一位取得韓國職業棋士身分的台灣人。2000年移籍台灣棋院，獲聘為台灣棋院職業初段。2009年10月晉升二段；2012年11月晉升三段。
2010年，張正平與臺灣職業棋士陳詩淵結婚。兩人相識十餘年，於2009年的廣州亞運選拔賽開始相戀，2010年廣州亞運舉行前的9月中訂婚，亞運舉行後的12月5日完婚。

## 主要賽事成績
頭銜賽獲得冠軍並取得頭銜2次，分別為2011年第一屆鈺德盃女子名人賽冠軍、2013年第三屆鈺德盃女子名人賽冠軍，取得兩次「女子名人」頭銜。
| 年份 | 賽事                               | 項目                                   | 成績 |
| ---- | ---------------------------------- | -------------------------------------- | ---- |
| 2010 | 2010年亞洲運動會圍棋比賽           | 女子團體（搭檔王景怡、謝依旻、黑嘉嘉） | 銅牌 |
| 2011 | 第二屆鈺德盃女子名人賽             |                                        | 冠軍 |
| 2013 | 第四屆鈺德盃女子名人賽             |                                        | 冠軍 |
| 2013 | 第三届世界智力精英运动会           | 女子個人賽                             | 殿軍 |
| 2016 | 第五屆天台山世界女子圍棋團體錦標賽 | 團體（搭檔黑嘉嘉、張凱馨）             | 季軍 |

## 外部連結
- 台灣棋院 張正平 （页面存档备份，存于） （繁體中文）